# DX Cancri
 DX Cancri  (DX Cnc) es una estrella de magnitud aparente +14,81 situada en la constelación de Cáncer al noroeste del cúmulo abierto M44 (El Pesebre) y Asellus Australis (δ Cancri).
Muy tenue, no es visible a simple vista, aunque es una de las estrellas más cercanas al Sol ya que se encuentra a una distancia de 11,8 ± 0,1 años luz.
DX Cancri es una enana roja de clase espectral M6V o M6.5V.
Tiene una temperatura efectiva de 2840 K, siendo una de las enanas rojas más frías de nuestro entorno.
Su masa se sitúa entre el 9 % y el 10 % de la masa del Sol.
Su diámetro apenas supone el 12 % del diámetro solar, siendo este incluso menor que el de Próxima Centauri o Wolf 359.
Su velocidad de rotación proyectada, 13 km/s, es de las más rápidas entre las estrellas de su clase; su período de rotación es de 0,4 días (~ 9,6 horas).
Brilla con una luminosidad equivalente a 12 millonésimas partes de la luminosidad solar.
DX Cancri es una estrella fulgurante, con cambios intermitentes en su brillo que incrementan hasta cinco veces su brillo inicial.
En 2006 se observó una espectacular llamarada procedente de esta estrella.
Las vecinas más próximas a DX Cancri son el sistema estelar Procyon (α Canis Minoris), estrella de Luyten y GJ 1116, todas ellas a una distancia comprendida entre 5 y 5,7 años luz.